# Carlos Mesa Gisbert
Carlos Diego Mesa Gisbert (ur. 12 sierpnia 1953 w La Paz) – boliwijski polityk i dziennikarz, wiceprezydent w latach 2002-2003, prezydent kraju od października 2003 do rezygnacji w czerwcu 2005.

## Życiorys
Carlos Mesa urodził się w 1953 w La Paz. Jego rodzice, José de Mesa i Teresa Gisbert byli z wykształcenia historykami sztuki. Kształcił się w kolegium katolickim Colegio San Calixto de Següencoma w La Paz. W 1971 rozpoczął studia z zakresu nauk politycznych na Universidad Complutense w Madrycie, a w 1974 studia z dziedziny literatury na Universidad Mayor de San Andrés w La Paz, które ukończył w 1978.
W 1976 Mesa założył stowarzyszenie Cinemateca Boliviana, na czele którego stał do 1985. W latach 80. XX w. rozpoczął karierę dziennikarską, był komentatorem wiadomości w radiu, a następnie prezenterem telewizyjnym. W 1990 założył telewizyjną spółkę informacyjną PAT, która przekształciła się później w ogólnokrajową sieć telewizyjną. Mesa został jedną z najbardziej znanych osobowości telewizyjnych.
Carlos Mesa na scenie politycznej pojawił się w 2002, kiedy jako niezależny kandydat do urzędu wiceprezydenta postanowił wziąć udział w wyborach u boku Gonzalo Sáncheza de Lozady. Po zwycięstwie Sancheza de Lozady, 6 sierpnia 2002 został zaprzysiężony na stanowisku wiceprezydenta Boliwii.
W lutym 2003 w Boliwii rozpoczęły się protesty przeciwko liberalnej polityce prezydenta Sancheza de Lozady, który postulował m.in. przyspieszenie prywatyzacji i wprowadzenie podatku dochodowego. We wrześniu 2003 rządowy plan eksportu boliwijskiego gazu ziemnego do Stanów Zjednoczonych i Meksyku przez międzynarodowe korporacje gazociągiem przez terytorium Chile (utracone przez Boliwię w wojnie o Pacyfik w XIX w.), doprowadził do nowej fali masowych strajków. Ich uczestnikami byli członkowie organizacji lewicowych i indiańskich. W wyniku pacyfikacyjnych działań służb bezpieczeństwa w zamieszkach z policją zginęło 85 osób. Wiceprezydent Mesa, wraz z rozwojem sytuacji, coraz bardziej dystansował się od działań prezydenta, aż w końcu wycofał swoje poparcie dla rządu.

## Prezydent
17 października 2003 w wyniku protestów obywateli przeciw polityce gospodarczej i gazowej, prezydent Sanchez de Lozada zrezygnował ze stanowiska i wyjechał do USA. Jego następcą został z urzędu wiceprezydent Carlos Mesa. Mesa zadeklarował, że jego administracja będzie miała charakter przejściowy, a jej celem ma być zorganizowanie referendum na temat eksportu gazu, zwołanie konferencji konstytucyjnej oraz przeprowadzenie nowych wyborów.
Prezydent Mesa wychodząc naprzeciw żądaniom rdzennej ludności, domagającej się większego udziału w decydowaniu o losach kraju, stworzył w gabinecie nowe stanowisko ministra ds. ludności autochtonicznej, które objął Indianin, pochodzący ze wschodnich rejonów Boliwii.
18 lipca 2004 prezydent przeprowadził referendum w sprawie eksportu gazu. W referendum wzięło udział 60% obywateli, którzy odpowiedzieli pozytywnie na wszystkie 5 postawionych pytań, zgodnie z intencjami prezydenta. Pytania dotyczyły uchylenia obowiązującej ustawy paliwowej, przeznaczenia dochodów podatkowych z wydobycia gazu na cele społeczne, a także kontrowersyjnego zamierzenia wykorzystania gazu jako narzędzia do odzyskania dostępu do morza. W referendum pominięto jednak kwestię własności przemysłu gazowego i jego ewentualnej nacjonalizacji.
W marcu 2005 w Boliwii doszło do kolejnych protestów przeciw rządowej polityce gazowej. Opozycja i rdzenni mieszkańcy kraju, którym przewodził Evo Morales domagali się podwyższenia podatków dla zagranicznych firm wydobywających gaz do poziomu 50%. Tymczasem rząd przewidywał ich podwyżkę z poziomu 18% do wysokości 32%. W sytuacji ciągłych demonstracji, 7 marca 2005 prezydent Carlos Mesa złożył swoją rezygnację z urzędu. Argumentował to niemożnością kierowania krajem z powodu ciągłych blokad i strajków. Jednakże już następnego dnia parlament jednogłośnie odrzucił rezygnację głowy państwa.
Protesty w Boliwii przybrały ponownie na sile na początku czerwca 2005. Demonstranci domagali się nacjonalizacji przemysłu gazowego oraz reform zapewniających ludności autochtonicznej większy wpływ na sprawowanie władzy.
Prezydent Mesa w odpowiedzi na żądania wydał specjalny dekret, zezwalający na powołanie specjalnego zgromadzenia celem zmiany konstytucji. Nie uspokoiło to jednak nastrojów społecznych. 6 czerwca 2005 Mesa w telewizyjnym orędziu po raz drugi ogłosił rezygnację ze stanowiska szefa państwa. Tym razem parlament przyjął jego dymisję i nowym prezydentem wybrał szefa Sądu Najwyższego, Eduardo Rodrígueza Veltzé.